# Acalypha controversa
Acalypha controversa é uma espécie de flor do gênero Acalypha, pertencente à família Euphorbiaceae.